# Cerodontha flavohalterata
Cerodontha flavohalterata är en tvåvingeart som beskrevs av Ipe 1971. Cerodontha flavohalterata ingår i släktet Cerodontha och familjen minerarflugor. Inga underarter finns listade i Catalogue of Life.